# Habenaria agapitae
Habenaria agapitae là một loài thực vật có hoa trong họ Lan. Loài này được R.González & Reynoso mô tả khoa học đầu tiên năm 1993.